# Taivalkoski
Taivalkoski este o comună din Finlanda.